# Bagijnepoort

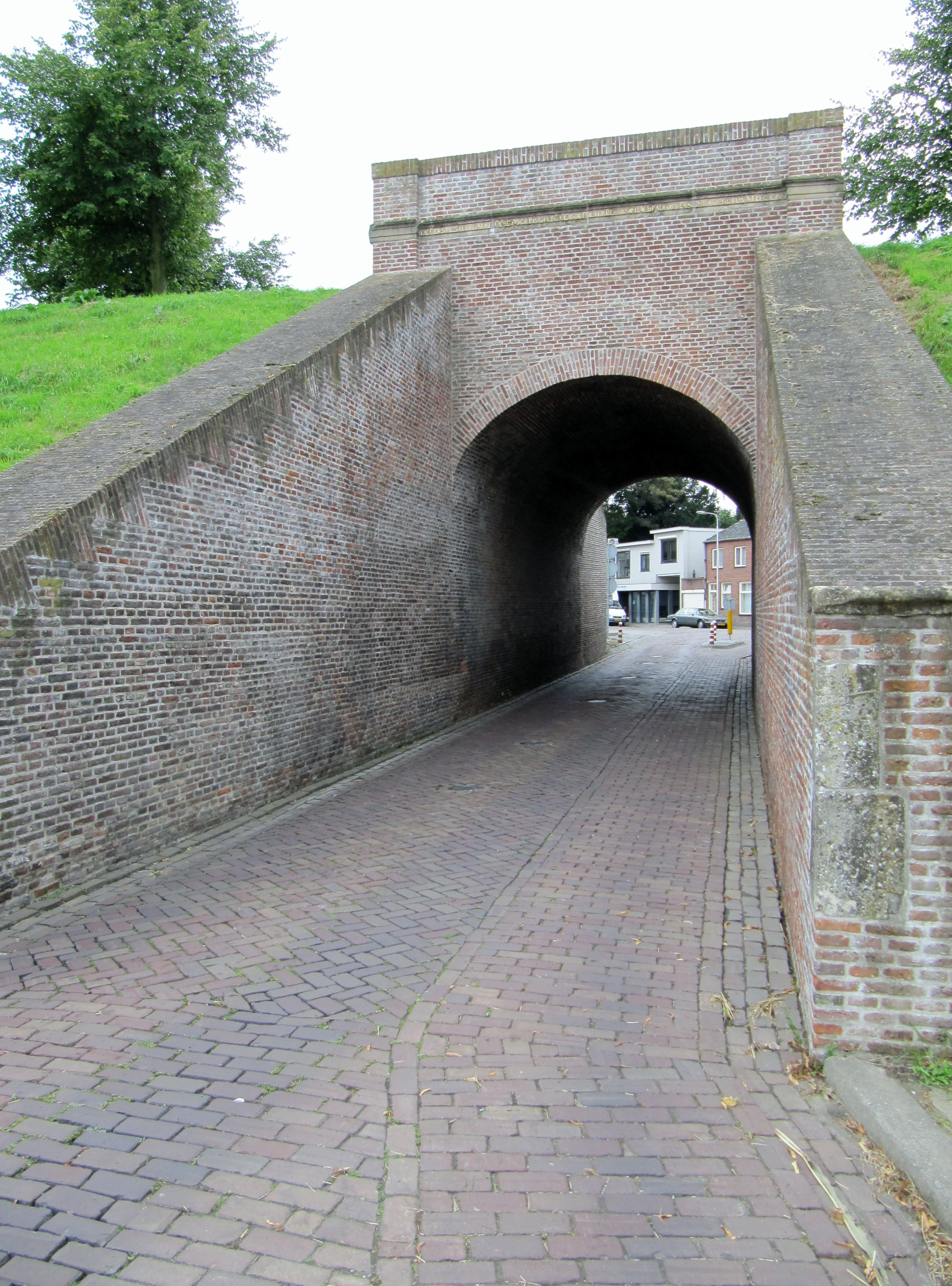
De Bagijnepoort

De Bagijnepoort of Graauwse Poort is een stadspoort in de Zeeuws-Vlaamse stad Hulst. De poort werd opgericht in 1704 door burgemeester Benjamin de Beaufort. In de 17de eeuw werd de vesting van Hulst uitgebreid en verhoogd. Daarvoor moest de oorspronkelijke poort wijken en er kwam een nieuwe poort, die in de 18de eeuw haar huidige uitzicht kreeg. De naam Bagijnenpoort verwijst naar het begijnhof van Hulst dat ooit dicht bij de poort lag.